# بارتيزان سوفييت

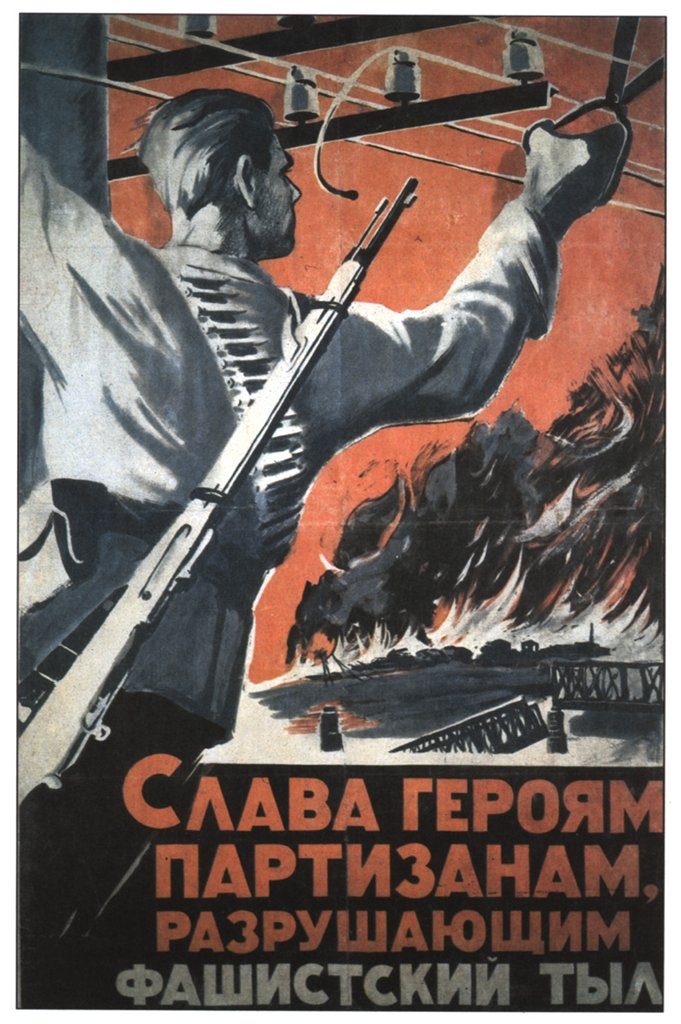
ملصق يحث الشعوب السوفييتية على دعم البارتيزان السوفييت الذين يقطعون خطوط اتصال العدو

بارتيزان اسم أطلق على الكثير من حركات المقاومة للجيشين النازي والفاشي أثناء الحرب العالمية الثانية مثل البارتيزان السوفييت (بالروسية: Сове́тские партиза́ны) والبارتيزان اليوغوسلاف.(بالصربية الكرواتية: partizanski odredi Jugoslavije) بالرغم من أن الكثير من حركات المقاومة في أوروبا كانت تقوم بنفس العمل إلا أن كل مجموعة أطلق عليها تعريف يخصها، ولكنهم جميعا كانوا يعملون سرًا تحت الأرض ويقاتلون بأسلوب حرب العصابات. وكانت مهماتهم تؤدى بالتنسيق مع قوات الحلفاء.
وُضع برنامج حرب البارتيزان في موسكو بعد الهجوم الألماني عام 1941 على اتحاد الجمهوريات السوفييتية الاشتراكية. دعت التوجيهات الصادرة في 29 يوليو 1941 وفي مستندات لاحقة من مجلس مفوضي الشعب السوفييتي والحزب الشيوعي إلى تشكيل كتائب البارتيزان ومجموعات «مناوئة» في المناطق التي تحتلها ألمانيا. كرر جوزيف ستالين أوامره وتوجيهاته إلى الشعب عبر خطابه على الراديو في 3 يوليو 1941، ونصب نفسه القائد العام للجيش الأحمر في 20 يوليو 1941.

## تشكيل حركة مقاومة سوفيتية ضد الألمان
بعد الغزو الألماني لبولندا عام 1939، والذي مثّل بداية الحرب العالمية الثانية، غزا الاتحاد السوفييتي المناطق الشرقية من الجمهورية البولندية الثانية (المعروفة باسم كريسي) واستولى على أراضيها البالغة مساحتها 201,015 كيلومترًا مربعًا (77,612 ميلًا مربعًا) وكان عدد سكانها 13,299,000 وضمت الإثنيات البيلاروسية والأوكرانية والبولندية واليهود والتشيك وآخرون. تشير المصادر في الحقبة السوفييتية إلى سيطرة القوات السوفييتية على مناطق من الجمهورية البولندية «بلغ عدد قاطنيها أكثر من 12 مليونًا، بينهم أكثر من 6 ملايين أوكراني ونحو 3 ملايين بيلاروسي».
في عام 1941، تشكلت نواة البارتيزان من بقايا وحدات الجيش الأحمر التي دُمرت في المرحلة الأولى من عملية بارباروسا بالإضافة إلى أفراد «كتائب الدمار» والحزب الشيوعي المحلي وناشطي كمسومول الذين اختاروا البقاء في بولندا ما قبل الحرب المحتلة من قبل السوفييت. كانت الكتيبة الوحدة العسكرية الأهم في تلك الفترة. شُكلت الكتائب الأولى بقيادة  ضباط الجيش الأحمر وناشطي الحزب الشيوعي المحلي بين ألمانيا الحليف السابق والاتحاد السوفييتي خلال الأيام الأولى من الحرب، من تلك الكتائب كتيبة ستاراسييلسكي التابعة للرائد دورودنيك في مقاطعة زابينكا (23 يونيو 1941) وكتبية بينسك التابعة لفاسيلي كورز في 26 يونيو 1941. مُنح لقب بطل الاتحاد السوفييتي أول مرة في 6 أغسطس 1941 (لكل من قائدي الكتائب بافلوفسكي وبومازكوف). أُنزلت بعض الكتائب البارتيزانية بالمظلات في المناطق التي تحتلها ألمانيا في صيف 1941. شًكلت مجموعات سرية لتصبح قوات مكملة لنشاطات وحدات البارتيزان، في المناطق الريفية. طُورت شبكة الحركات السرية تحت الأرض وزُودت باستمرار بناشطي الحزب المختارين بعناية. في نهاية عام 1941، تواجدت أكثر من 2000 كتيبة بارتيزان (بأكثر من 90,000 فرد) في المناطق التي يحتلها الألمان.
لم يكن نشاط قوات البارتيزان منسقًا بشكل مركزي ولم يحصل على الإمداد حتى ربيع 1942. في 30 مايو 1942 أُسس المقر المركزي للحركة البارتيزانية بهدف تنسيق عمليات البارتيزان بقيادة ستافكا وبرئاسة بانتيليمون بونومارينكو (رئيس الأركان) وقاده قبل ذلك العضو الأعلى للمكتب السياسي للحزب الشيوعي كليمنت فوروشيلوف. كانت للأركان شبكات اتصال بالمجالس العسكرية للجبهات والقوات. أُنشئت الأركان الإقليمية لاحقًا للتعامل مع الحركة البارتيزانية في الجمهوريات السوفييتية المعنية وفي المناطق المحتلة من جمهورية روسيا الاتحادية السوفييتية الاشتراكية.
عملت بعض التشكيلات التي دعت نفسها البارتيزان السوفييت بعيدًا عن المناطق السوفييتية –ونُظمت عادةً من قبل مواطنين سوفييت سابقين استطاعوا الهرب من المعسكرات النازية. عملت إحدى هذه التشكيلات المسماة رودينا (الأرض الأم) في فرنسا. قدم أنصار الاتحاد السوفييتي عام 1944 مساعدة «بروليتارية أممية» لشعوب وسط أوروبا المحتلة من قبل ألمانيا من خلال سبع تشكيلات موحدة و26 كتيبة كبيرة تعمل في بولندا، بالإضافة إلى 20 تشكيل وكتيبة موحدة تعمل في تشيكوسلوفاكيا.

## مناطق العمليات

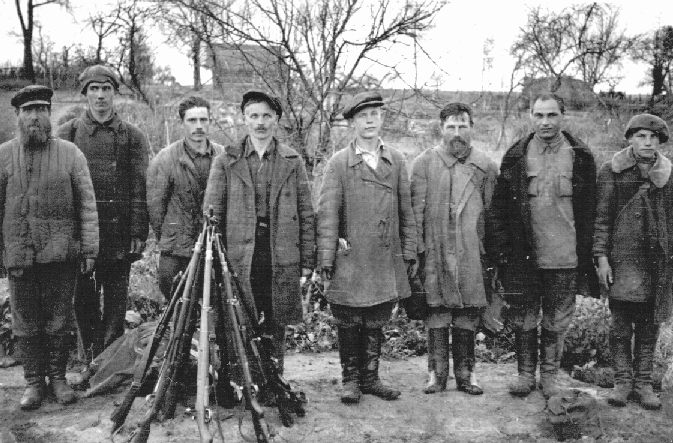
متطوعون روس "يصطادون" الثوار بالتعاون مع القوات الألمانية في منطقة خولم-دينيانسك في منطقة نوفغورود في عام 1942.

### بيلاروسيا
حسب التقديرات السوفييتية، عملت نحو 231 كتيبة بشكل فعلي في أغسطس 1941. بلغ عدد الوحدات التي شُكلت ودخلت بيلاروسيا 437 وحدة في نهاية عام 1941 تكونت من أكثر من 7200 عنصرًا. لكن ظروف وحدات البارتيزان ساءت باطراد مع تحرك خط الجبهة بعيدًا، بسبب نفاذ الموارد وعدم وجود دعم واسع النطاق من وراء الجبهة حتى مارس 1942. تمثلت إحدى الصعوبات بشكل خاص بقلة الاتصال اللاسلكي، التي لم تُعالج حتى أبريل 1942. وافتقرت وحدات البارتيزان إلى دعم السكان المحليين. تُركت وحدات البارتيزان في بيلاروسيا لوحدها تقريبًا عدة أشهر. كان شتاء 1941-1942 صعبًا بشكل خاص إذ رافقه نقص حاد في الذخيرة والأدوية والإمدادات. كانت تصرفات البارتيزان عمومًا غير منسقة.
تمكنت عمليات التهدئة الألمانية في صيف وخريف عام 1941 من كبح نشاط البارتيزان بشكل كبير. انتقلت الكثير من الوحدات إلى العمل السري، لم تكن الوحدات البارتيزانية عمومًا تنفذ عمليات عسكرية ضخمة في أواخر 1941 وبدايات 1942، واقتصرت أعمالها على حل مشكلاتها التنظيمية وبناء الدعم والتأثير على السكان المحليين. على الرغم من عدم اكتمال البيانات، من المعروف أن 99 كتيبة بارتيزان ونحو 100 مجموعة بارتيزان كانت تعمل في بيلاروسيا في نهاية 1941. في شتاء 1941-1942 كان عدد الكتائب النشطة في بيلاروسيا 50 إلى جانب نحو 50 منظمة وجماعة سرية. خلال كانون الأول 1941، تألفت قوات الحرس الألماني في الجزء الخلفي من مجموعة الجيوش الوسطى من أربع فرق أمنية ولواء المشاة الأول ولواء المشاة الثاني بالإضافة إلى 260 سَرية من أفرع مختلفة من الجيش.
بحلول نهاية 1943، سيطر البارتيزان على أكثر من 100 ألف كيلومتر مربع من بيلاروسيا أي ما يشكل نحو 60% من أراضي الجمهورية. وسيطر البارتيزان أيضًا على أكثر من 20 مركزًا إقليميًا وآلاف القرى. حين وصل الجيش السوفييتي، كانت معظم بيلاروسيا الاشتراكية السوفييتية تحت سيطرة مجموعات البارتيزان وكان الحجم الفعلي للجمهورية الذي يسيطر عليه الألمان صغيرًا.

### بوابة فيتسييبسك وغرب بيلاروسيا
جاءت نقطة التحول في تطور حركة البارتيزان السوفييتية مع فتح بوابة فيتسييبسك، وهي ممر يربط بين الأراضي التي يسيطر عليها السوفييت والمناطق التي تحتلها ألمانيا وذلك في فبراير 1942. بدأ الاستراتيجيون السوفييت بأخذ الوحدات البارتيزانية في الاعتبار بعد ذلك. نظم الجيش الأحمر دعمًا إداريًا ولوجستيًا مركزًا، وأثبتت البوابة أهميتها في تزويد كتائب البارتيزان في الأراضي المحتلة بالأسلحة. نتيجة ذلك، تمكن البارتيزان من تقويض القوات الألمانية بشكل فعال وإعاقة عملياتهم في المنطقة بشكل كبير من أبريل 1942 حتى نهاية العام. شعر بعض اليهود والنشطاء السوفييت من الرتب الدنيا بأمان أكبر في الرتب البارتيزانية منه في الحياة المدنية تحت الحكم السوفيتي.
في ربيع 1942، بدأ حشد وحدات البارتيزان الأصغر ضمن ألوية، وهو ما دفعته تجربة السنة الأولى من الحرب. تُرجم التنسيق والتراكم العددي وإعادة الهيكلية والإمداد الثابت إلى زيادة كبيرة في قدرات البارتيزان، والتي ظهرت من خلال زيادة حالات التخريب على خطوط السكك الحديدية، وتدمير مئات المحركات وآلاف السيارات بحلول نهاية العام.
في عام 1942، حظيت حملات إرهابية ضد الإدارة الإقليمية التي عمل فيها «المتعاونون والخونة» المحليون باهتمام إضافي. نتجت عن ذلك انقسامات محددة بين السكان المدنيين المحليين، ما أدى إلى بدء تنظيم وحدات مناهضة للبارتيزان من قبل أفراد محليين في  1942. بحلول نوفمبر 1942، بلغ عدد وحدات البارتيزان السوفييتية في بيلاروسيا نحو 47,000 شخص.

## مهامهم
- 1. أعمال الاستطلاع والرصد والتجسس لتحركات العدو لصالح عملياتهم أو لصالح عمليات الحلفاء
- 2. تخريب خطوط اتصال العدو
- 3. تحقيق أكبر الخسائر في خطوط تموين العدو
- 4. توجيه ضربات سريعة وحاسمة في قوات الدعم اللوجستي للعدو
- 5. ضرب بعض النقاط الإستراتيجية التي يملكها العدو
- 6. شن الهجمات بأسلوب حرب العصابات
- 7. عمليات الاغتيال
- 8. مساعدة جنود الحلفاء التائهين حتى لا يقعوا في الأسر
- 9. المساهمة في الحرب السيكولوجية ضد العدو عن طريق بث الشائعات التي من شأنها إضعاف الثقة بين أفراد قواته
- 10. تزوير الوثائق التي من شأنها تسهيل مهامهم المختلفة.
- 11. عمليات الإسناد للعمليات العسكرية لقوات الحلفاء وإشغال العدو في خطوطه الخلفية.